# Guido Pizarro
Guido Hernán Pizarro Demestri (Buenos Aires, Argentina, 26 de febrero de 1990) es un exfutbolista y entrenador de fútbol argentino. Su último equipo como profesional fueron los Tigres de la UANL de la Liga MX, mismo equipo del cual es entrenador actualmente. 

## Trayectoria

### Como jugador

#### Inicios
Pizarro debutó en Lanús durante el 2009. En 2012, la Fiorentina de la Serie A italiana buscó contratarlo por un monto aproximado de €3.000.000,pero debido a problemas con la documentación no se concretó el traspaso al equipo europeo.

#### Tigres
En julio de 2013, se da a conocer que Pizarro se convierte en refuerzo de los Tigres de México a petición del experimentado entrenador brasileño Ricardo Ferretti. Hizo su debut oficial el 23 de julio de 2013 en un partido de Copa MX contra el Cruz Azul Hidalgo. Tras poco menos de un torneo de adaptación, Pizarro se consolidó como titular en el once de Ferretti. En el Clausura 2014 fue campeón de la Copa MX contra el Alebrijes de Oaxaca en el Estadio Universitario. En el Apertura 2014 logró el subcampeonato de Liga MX contra el América en el Estadio Azteca. Asimismo, en la Copa Libertadores 2015 logró el subcampeonato perdiendo la final contra River Plate en El Monumental de Buenos Aires.
El 9 de agosto de 2015 en el Estadio Universitario en un partido de Liga contra las Chivas de Guadalajara, cambió su posición de mediocampista a portero debido a que el portero titular Nahuel Guzmán fue expulsado en los últimos minutos del partido y se habían agotado los cambios. Atajó un tiro libre peligroso y así mantuvo el empate para su equipo.
En diciembre de 2015, Tigres logra el campeonato del torneo Apertura 2015 de la Liga MX ante los Pumas UNAM en el Estadio Olímpico Universitario, siendo Pizarro pieza clave para el título. El 25 de diciembre de 2016, Tigres logra nuevamente el campeonato de la Liga MX, en el torneo Apertura 2016 ante el América en el Estadio Universitario, siendo Pizarro pieza clave para el título al marcar el último de los penales que definirían al campeón.

#### Sevilla
El 8 de julio de 2017 se confirmó su vinculación al Sevilla de la Primera División de España.Sin embargo, tuvo un paso efímero ya que no rindió de acuerdo a lo esperado por lo que fue puesto como "transferible" al final de temporada.

#### Tigres
En julio de 2018 se confirma su vuelta al club mexicano a cambio de  €8.7M, anteriormente había sido buscado por Boca Juniors y Celta de Vigo.El 15 de julio de 2018 jugó como capitán el torneo Campeón de Campeones contra el Club Santos Laguna, y marcó el primer gol del partido a raíz de un tiro de esquina al minuto 41' del primer tiempo, el partido terminó 4-0 a favor de la escuadra universitaria, la cual se convirtió en el primer tricampeón del Campeón de Campeones. El 2 de marzo de 2025, se oficializó su retiro como futbolista profesional.

### Como entrenador

#### Tigres
El 2 de marzo de 2025 a las 4:20 p. m., fue anunciado como entrenador de Tigres de la UANL en reemplazo de Veljko Paunović.

## Selección nacional
El 28 de septiembre de 2016, el entrenador de la selección de Argentina, Edgardo Bauza, dio a conocer la lista de convocados para disputar los encuentros eliminatorios de la Conmebol para la Copa Mundial Rusia 2018 ante las selecciones de Perú y Paraguay, donde Pizarro fue incluido por primera vez.Hizo su debut el 28 de marzo de 2017 en un partido de eliminatorias contra Bolivia.En junio de 2019, Pizarro recibió una sorpresiva citación del representativo nacional a la Copa América 2019 por parte de Lionel Scaloni, quien lo llamó de urgencia para suplir al lesionado Exequiel Palacios.

### Participaciones en Copa América
| Torneo            | Sede   | Resultado    | Partidos | Goles |
| ----------------- | ------ | ------------ | -------- | ----- |
| Copa América 2019 | Brasil | Tercer lugar | 1        | 0     |

## Estadísticas

### Como jugador

#### Clubes
Actualizado hasta su último partido disputado el 1 de marzo de 2025.
| Club                       | Div.          | Temporada     | Liga  | Liga  | Liga   | Copas nacionales | Copas nacionales | Copas nacionales | Copas internacionales | Copas internacionales | Copas internacionales | Total | Total | Total  |
| Club                       | Div.          | Temporada     | Part. | Goles | Asist. | Part.            | Goles            | Asist.           | Part.                 | Goles                 | Asist.                | Part. | Goles | Asist. |
| -------------------------- | ------------- | ------------- | ----- | ----- | ------ | ---------------- | ---------------- | ---------------- | --------------------- | --------------------- | --------------------- | ----- | ----- | ------ |
| C. A. Lanús Argentina      | 1.ª           | 2009-10       | 21    | 1     | 2      | ―                | ―                | ―                | 3                     | 0                     | 0                     | 24    | 1     | 2      |
| C. A. Lanús Argentina      | 1.ª           | 2010-11       | 36    | 3     | 3      | ―                | ―                | ―                | 1                     | 0                     | 0                     | 37    | 3     | 3      |
| C. A. Lanús Argentina      | 1.ª           | 2011-12       | 31    | 0     | 0      | 1                | 0                | 0                | 6                     | 0                     | 0                     | 38    | 0     | 0      |
| C. A. Lanús Argentina      | 1.ª           | 2012-13       | 34    | 4     | 0      | 2                | 0                | 0                | ―                     | ―                     | ―                     | 36    | 4     | 0      |
| C. A. Lanús Argentina      | Total club    | Total club    | 122   | 8     | 5      | 3                | 0                | 0                | 10                    | 0                     | 0                     | 135   | 8     | 5      |
| Tigres de la UANL · México | 1.ª           | 2013-14       | 31    | 2     | 1      | 12               | 1                | 0                | ―                     | ―                     | ―                     | 43    | 3     | 1      |
| Tigres de la UANL · México | 1.ª           | 2014-15       | 37    | 1     | 2      | 6                | 0                | 0                | 12                    | 0                     | 0                     | 55    | 1     | 2      |
| Tigres de la UANL · México | 1.ª           | 2015-16       | 39    | 1     | 2      | ―                | ―                | ―                | 6                     | 0                     | 0                     | 45    | 1     | 2      |
| Tigres de la UANL · México | 1.ª           | 2016-17       | 43    | 1     | 1      | 1                | 0                | 0                | 7                     | 0                     | 0                     | 51    | 1     | 1      |
| Sevilla F. C. · España     | 1.ª           | 2017-18       | 24    | 1     | 0      | 5                | 0                | 0                | 11                    | 1                     | 0                     | 40    | 2     | 0      |
| Sevilla F. C. · España     | Total club    | Total club    | 24    | 1     | 0      | 5                | 0                | 0                | 11                    | 1                     | 0                     | 40    | 2     | 0      |
| Tigres de la UANL · México | 1.ª           | 2018-19       | 38    | 2     | 3      | 4                | 1                | 0                | 7                     | 0                     | 0                     | 49    | 3     | 3      |
| Tigres de la UANL · México | 1.ª           | 2019-20       | 29    | 1     | 1      | 1                | 0                | 0                | 6                     | 0                     | 0                     | 36    | 1     | 1      |
| Tigres de la UANL · México | 1.ª           | 2020-21       | 36    | 1     | 1      | ―                | ―                | ―                | 3                     | 0                     | 0                     | 39    | 1     | 1      |
| Tigres de la UANL · México | 1.ª           | 2021-22       | 33    | 2     | 2      | ―                | ―                | ―                | ―                     | ―                     | ―                     | 33    | 2     | 2      |
| Tigres de la UANL · México | 1.ª           | 2022-23       | 42    | 3     | 0      | 1                | 0                | 0                | 6                     | 0                     | 0                     | 49    | 3     | 0      |
| Tigres de la UANL · México | 1.ª           | 2023-24       | 34    | 0     | 2      | 1                | 0                | 0                | 9                     | 0                     | 1                     | 44    | 0     | 3      |
| Tigres de la UANL · México | 1.ª           | 2024-25       | 26    | 2     | 0      | ―                | ―                | ―                | 5                     | 1                     | 0                     | 31    | 3     | 0      |
| Tigres de la UANL · México | Total club    | Total club    | 388   | 16    | 15     | 26               | 2                | 0                | 61                    | 1                     | 1                     | 475   | 19    | 16     |
| Total carrera              | Total carrera | Total carrera | 534   | 25    | 20     | 34               | 2                | 0                | 82                    | 1                     | 1                     | 650   | 29    | 21     |
| 1. 2.                      |               |               |       |       |        |                  |                  |                  |                       |                       |                       |       |       |        |

#### Selección nacional
Actualizado hasta su último partido disputado el 16 de junio de 2018.
| Selección          | Año             | Amistosos | Amistosos | Amistosos | Eliminatorias | Eliminatorias | Eliminatorias | Continental | Continental | Continental | Mundial | Mundial | Mundial | Total | Total | Total  |
| Selección          | Año             | Part.     | Goles     | Asist.    | Part.         | Goles         | Asist.        | Part.       | Goles       | Asist.      | Part.   | Goles   | Asist.  | Part. | Goles | Asist. |
| ------------------ | --------------- | --------- | --------- | --------- | ------------- | ------------- | ------------- | ----------- | ----------- | ----------- | ------- | ------- | ------- | ----- | ----- | ------ |
| Absoluta Argentina | 2017            | ―         | ―         | ―         | 3             | 0             | 0             | ―           | ―           | ―           | ―       | ―       | ―       | 3     | 0     | 0      |
| Absoluta Argentina | 2019            | ―         | ―         | ―         | ―             | ―             | ―             | 1           | 0           | 0           | ―       | ―       | ―       | 1     | 0     | 0      |
| Total selección    | Total selección | 0         | 0         | 0         | 3             | 0             | 0             | 1           | 0           | 0           | 0       | 0       | 0       | 4     | 0     | 0      |
| 1. 2.              |                 |           |           |           |               |               |               |             |             |             |         |         |         |       |       |        |

### Como entrenador
| Equipo               | Div.  | Temporada | Liga  | Liga | Liga | Liga | Liga |       | Copa | Copa | Copa | Copa  |   | Internacional | Internacional | Internacional | Internacional | Internacional |   | Otros | Otros | Otros | Otros |   | Totales     | Totales | Totales | Totales | Totales | Totales | Totales | Totales |
| Equipo               | Div.  | Temporada | Part. | G    | E    | P    | Pos. | Part. | G    | E    | P    | Part. | G | E             | P             | Pos.          | Part.         | G             | E | P     | Part. | G     | E     | P | Rendimiento | GF      | GC      | Dif.    |         |         |         |         |
| -------------------- | ----- | --------- | ----- | ---- | ---- | ---- | ---- | ----- | ---- | ---- | ---- | ----- | - | ------------- | ------------- | ------------- | ------------- | ------------- | - | ----- | ----- | ----- | ----- | - | ----------- | ------- | ------- | ------- | ------- | ------- | ------- | ------- |
| Tigres UANL · México | 1.ª   | C-2025    | 11    | 4    | 5    | 2    | 1/2  | -     | -    | -    | -    | 6     | 2 | 3             | 1             | 1/2           | -             | -             | - | -     | 17    | 6     | 8     | 2 | 50.98%      | 19      | 17      | +2      |         |         |         |         |
| Tigres UANL · México | 1.ª   | A-2025    | 4     | 3    | 0    | 1    | -    | -     | -    | -    | -    | 3     | 2 | 0             | 1             | -             | -             | -             | - | -     | 7     | 5     | 0     | 2 | 71.43%      | 20      | 10      | +10     |         |         |         |         |
| Tigres UANL · México | Total | Total     | 15    | 7    | 5    | 3    | -    | -     | -    | -    | -    | 9     | 4 | 3             | 2             | -             | -             | -             | - | -     | 24    | 11    | 8     | 5 | 56.94%      | 39      | 27      | +12     |         |         |         |         |
| 1. 2.                |       |           |       |      |      |      |      |       |      |      |      |       |   |               |               |               |               |               |   |       |       |       |       |   |             |         |         |         |         |         |         |         |

#### Resumen por competiciones
| Competición                      | Partidos | Ganados | Empatados | Perdidos | %      | Resultado   |
| -------------------------------- | -------- | ------- | --------- | -------- | ------ | ----------- |
| Liga MX                          | 15       | 7       | 5         | 3        | 57.78% | Semifinales |
| Liga de Campeones de la Concacaf | 6        | 2       | 3         | 1        | 50%    | Semifinales |
| Leagues Cup                      | 3        | 2       | 0         | 1        | 66.67% | En disputa  |
| Total                            | 24       | 11      | 8         | 5        | 56.94% | Sin Títulos |

## Palmarés

### Como jugador

#### Títulos nacionales
| Título                     | Club              | País   | Año    |
| -------------------------- | ----------------- | ------ | ------ |
| Copa México                | Tigres de la UANL | México | 2014   |
| Primera División de México | Tigres de la UANL | México | A-2015 |
| Campeón de Campeones       | Tigres de la UANL | México | 2016   |
| Primera División de México | Tigres de la UANL | México | A-2016 |
| Campeón de Campeones       | Tigres de la UANL | México | 2018   |
| Primera División de México | Tigres de la UANL | México | C-2019 |
| Primera División de México | Tigres de la UANL | México | C-2023 |
| Campeón de Campeones       | Tigres de la UANL | México | 2023   |

#### Títulos internacionales
| Título                           | Club              | Sede    | Año  |
| -------------------------------- | ----------------- | ------- | ---- |
| Liga de Campeones de la Concacaf | Tigres de la UANL | Orlando | 2020 |

#### Distinciones individuales
| Distinción                                                  | Año  |
| ----------------------------------------------------------- | ---- |
| Once Ideal de la Liga MX Apertura 2015                      | 2015 |
| Once Ideal de la Liga MX Apertura 2016                      | 2016 |
| Once Ideal de la Liga de Campeones de la Concacaf           | 2020 |
| Balón de Oro al Mejor Defensa Central del año de la Liga MX | 2024 |

## Vida personal
Es hermano del también futbolista Nicolás Pizarro.